# Roméo Sabourin
Pour les articles homonymes, voir Sabourin.
Roméo Sabourin né Guy Sabourin (1er janvier 1923 à Montréal, Québec - 14 septembre 1944 à Buchenwald, Thuringe) fut, pendant la Seconde Guerre mondiale, un agent secret canadien du Special Operations Executive. Envoyé en France, il fut arrêté par les Allemands à son arrivée, puis déporté et exécuté à l’âge de 21 ans.

## Identités
- État civil : Guy Sabourin
- Comme agent du SOE :
  - Nom de guerre (field name) : « Léonard »
  - Nom de code opérationnel : SORCEROR (en français SORCIER)
  - Nom de code du Plan, pour la centrale radio : PULLOVER
  - Fausses identités : Guy Robert Desjardin, John McKenzie

Parcours militaire :
- Canadian Intelligence Corps ;
- SOE, section F, lieutenant.

## Biographie
En 1940, Guy Sabourin tente de s'engager dans le service militaire, alors qu'il n'a que dix-sept ans. Dès lors, il ment sur son âge et sur son prénom pour entrer au sein de l'armée. Le lieutenant Sabourin est alors muté dans le service de renseignements de l'armée canadienne. Comme il est bien entraîné, qu'il possède de multiples talents et parle avec aisance l'anglais et le français, le service secret britannique Special Operations Executive (SOE) le recrute et l'envoie en mission en France occupée où il vient travailler à Verdun en tant qu'opérateur radio du réseau PRIEST d'Alphonse Defendini « Jules ».
C'est dans la nuit du 2 au 3 mars 1944 qu'a lieu son parachutage, en même temps que celui d'Adolphe Rabinovitch « Arnaud ». Mais c'est la Gestapo qui est à la réception. Après une bataille au cours de laquelle deux Allemands sont tués et eux-mêmes blessés, ils sont arrêtés. Roméo Sabourin est expédié au camp de concentration de Buchenwald le 27 août 1944, et exécuté le 14 septembre 1944, pendu au crématoire.

## Reconnaissance
- Le lieutenant Roméo Sabourin est honoré dans le cimetière de guerre canadien de Groesbeek aux Pays-Bas, panneau 11.
- En tant qu'un des 104 agents du SOE section F qui sont morts pour la France, Roméo Sabourin figure sur la liste d'honneur du mémorial de Valençay, Indre, France.
- Au camp de Buchenwald, une plaque, inaugurée le 15 octobre 2010, honore la mémoire des officiers alliés du bloc 17 assassinés entre septembre 1944 et mars 1945, notamment vingt agents du SOE, parmi lesquels figure « Sabourin, Lt. R. ».